# 32552 Jennithomas
32552 Jennithomas è un asteroide della fascia principale. Scoperto nel 2001, presenta un'orbita caratterizzata da un semiasse maggiore pari a 2,3217386 UA e da un'eccentricità di 0,1895624, inclinata di 7,91845° rispetto all'eclittica.